# Венцель I (герцог Люксембурга)
Венцель, Венцеслав, Вацлав (нем. Wenzel, чеш. Vaclav; 25 февраля 1337, Прага — 7 декабря 1383, Люксембург) — первый герцог Люксембурга с 1354 года.

## Биография
Венцель был сыном короля Чехии, графа Люксембурга Иоанна Люксембургского и Беатрисы Бурбон.
В 1353 году брат Венцеля король Чехии Карл IV отдал ему в удел графство Люксембург. Когда Карл стал правителем Священной Римской империи, то он возвёл Люксембург в статус герцогства.
Еще в 1352 году Венцель женился на Иоанне, герцогине Брабантской. В 1355 году она унаследовала Брабант и Лимбург. Гарантируя неделимость Брабанта, Венцель совершил Радостный въезд, но вынужден был бороться против графа Фландрии Людовика II, который оспаривал права Венцеля на герцогство. Фламандцы захватили Брюссель. Но благодаря местному лорду Эверарду т’Серкласу фламандцы были изгнаны из города.
Переоценив военную мощь своих владений, Венцель в 1371 году начал неудачную войну с герцогством Юлих-Берг, которая закончилась поражением в битве при Басвайлере, произошедшей 22 августа. Он попал во фламандский плен на 11 месяцев.
Умер Венцель в Люксембурге. Последним желанием его перед смертью, чтобы его сердце было послано жене. Существует гипотеза, что он умер от проказы. В Брабанте ему наследовал герцог Антуан де Валуа, а в Люксембурге — племянник Венцель.
Венцель был покровителем трубадуров, и сам был трубадуром. В 1890-х было обнаружено 79 его стихов (11 баллад, 16 вирелэ, 52 рондо).